# Cordillère Septentrionale (Trinité-et-Tobago)
Cet article concerne les montagnes du nord de Trinidad. Pour les ports de la mer du Nord, voir Range nord-européen.
Pour les articles homonymes, voir Cordillère Septentrionale.
La cordillère Septentrionale (Northern Range en anglais, Cordillera Septentrional ou Cordillera del Norte en espagnol), est une chaîne de hautes collines de la partie nord de Trinidad, la plus grande île dans la République de Trinité-et-Tobago.

## Géographie
La cordillère Septentrionale s'étend de la péninsule de Chaguaramas à l'ouest jusqu'à Toco à l'est. Les deux plus hauts sommets, El Cerro del Aripo (point culminant du pays) et El Tucuche, culminent seulement à 940 et 936 mètres d'altitude. La Cordillère septentrionale est géologiquement principalement composée de roches sédimentaires (schistes et calcaires), sauf à l'extrémité orientale qui est d'origine volcanique.

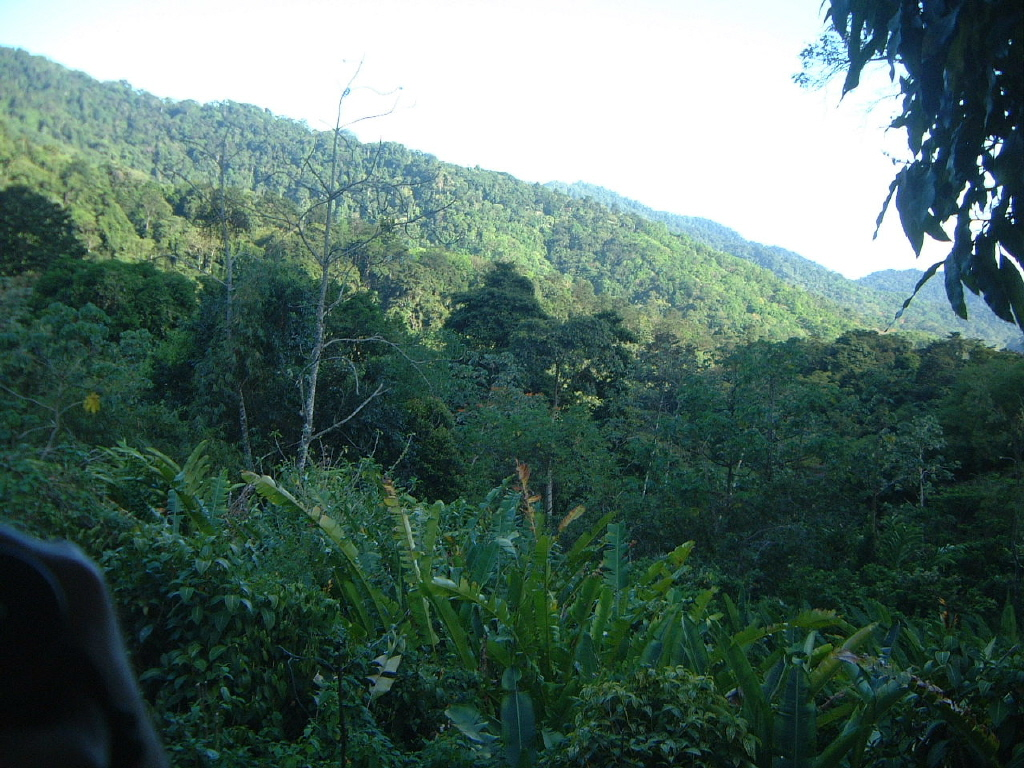
Une des vallées boisées de la cordillère septentrionale de Trinidad.

Les collines sont couvertes de forêts, surtout à l'est d'Arima (partie où se trouve l’Asa Wright Nature Centre), bien que la déforestation et les feux soient parmi les principales préoccupations environnementales dans la Trinité. À l'extrémité occidentale de la chaîne, l'agglomération de Port-d'Espagne, la capitale, grimpe dans les collines et les vallées, en grande partie déboisées.